# Lente intraoculare fachica
La Lente intraoculare fachica (in inglese: PIOL, Phakic intraocular lens) è una particolare lente intraoculare che impiantata chirurgicamente nell'occhio corregge il difetto di vista del paziente. Sono chiamate fachiche perché la lente naturale dell'occhio è lasciata intatta a differenza di quelle che vanno a sostituire quelle naturali come durante un intervento di cataratta, per tale motivo sono anche chiamate cristallino artificiale parallelo.

## Descrizione
Le lenti intraoculari fachiche sono indicate per pazienti con un alto errore rifrattivo e quando le correzioni chirurgiche mediante laser (LASIK e PRK) sono controindicate.
Le lenti fachiche sono progettate per correggere un grado di miopia tra i -5 e i -20 D e se il paziente ha abbastanza profondità nella camera anteriore di almeno 3 mm.
Ci sono tre tipi di lenti fachiche:
- Lente con supporto ad angolo
- Fissata sull'iride
- supportata nell'orbita oculare: impiantabilità di lenti Collamer (Visial ICL) usate per trattare la miopia tra -3 e -20 D e per persone con un'età tra i 21 e i 45 anni

### Vantaggi
Può trattare casi di miopia gravi, le abilità per l'operazione chirurgica sono simili a quella per la cataratta, i costi necessari per attuarle sono inferiori rispetto all'uso di un laser a eccimeri e simili a un'operazione di cataratta.
Le lenti sono rimovibili, e quindi l'effetto rifrattivo è teoricamente reversibile, sebbene un intervento dannoso causato dalla lente dovrebbe essere permanente.
Comparato ad altre operazioni ha il vantaggio di preservare il sito naturale e avrebbe meno rischi di rigetto postoperatorio della retina grazie alla preservazione della lente cristallina e a una minima destabilizzazione vitrea.

### Svantaggi
Una procedura di inserzione intraoculare è un'operazione chirurgica e come tutte queste ha dei rischi associati.
Nel caso della chirurgia intraoculare la lente è composta da polimetilmetacrilato (PMMA) e richiede una più grande incisione che potrebbe comportare astigmatismo dopo l'operazione.
In confronto a una lente fatta di Collamar (una sostanza gel pieghevole) richiede una piccola incisione dovuta alla flessibilità del materiale e ridurrebbe così anche i rischi di astigmatismo.
In casi in cui i successi rifrattivi non sono ottimali bisogna intervenire anche con LASIK per ottimizzare.
Un'altra preoccupazione è la progressiva ombrizzazione della camera anteriore che normalmente avviene con l'avanzare dell'età dovuto alla crescita della lente naturale dell'occhio.